# テレビアニメ版美少女戦士セーラームーンのボーカルアルバム
『テレビアニメ版美少女戦士セーラームーンのボーカルアルバム』（テレビアニメばん びしょうじょせんしセーラームーンのボーカルアルバム）では、1992年から1997年にかけて放映されたテレビアニメ『美少女戦士セーラームーン』シリーズのボーカルアルバムについて述べる。

## 美少女戦士セーラームーン 〜愛はどこにあるの?〜
『美少女戦士セーラームーン 〜愛はどこにあるの?〜』（びしょうじょせんしセーラームーン あいはどこにあるの?）は、テレビアニメ『美少女戦士セーラームーン』のアルバム第二作。1992年7月1日に日本コロムビアから発売された。
当時コロムビアが各作品ごとにリリースしていた「ヒット曲集」に相当する内容で、武内直子・作詞の曲を含む全10曲。うさぎ・ルナ・タキシード仮面ナレーション入り。
なお、同日発売の『コロちゃんパック 美少女戦士セーラームーン』（COTZ-697）は、本作収録曲から「愛のエナジーを奪え」「幻の銀水晶〜シルバークリスタル」を除いた8曲を収録している。
スタッフ
- 原作：武内直子（講談社「なかよし」掲載）
- 声の出演：三石琴乃、潘恵子、古谷徹
- ナレーション構成：富田祐弘
- ジャケット・イラストレーション：只野和子

収録曲目
1. ムーンライト伝説 [2:54]
  - 作詞：小田佳奈子／作曲：小諸鉄矢／編曲：池田大介／歌：DALI
  - オープニングテーマ
2. 合いコトバはムーン・プリズム・パワー・メイクアップ! [4:22]
  - 作詞：武内直子／作曲：さとうかずお／編曲：さとうかずお／歌：三石琴乃
3. プリンセス・ムーン [4:04]
  - 作詞：武内直子／作曲：さとうかずお／編曲：さとうかずお／歌：アップルパイ
4. ほっとけないよ [4:30]
  - 作詞：武内直子／作曲：山下恭文／編曲：さとうかずお／歌：富沢美智恵・久川綾
  - 第34話でのスキー場のBGMとして使用
5. 愛のエナジーを奪え [4:45]
  - 作詞：富田祐弘／作曲：有澤孝紀／編曲：有澤孝紀／歌：アップルパイ
6. タキシード・ナイト [5:00]
  - 作詞：武内直子／作曲：山下恭文／編曲：さとうかずお／歌：アップルパイ
7. ルナ! [3:39]
  - 作詞：武内直子／作曲：さとうかずお／編曲：さとうかずお／歌：アップルパイ
8. 月にかわっておしおきよ [4:39]
  - 作詞：富田祐弘／作曲：有澤孝紀／編曲：有澤孝紀／歌：三石琴乃・富沢美智恵・久川綾
  - 第21話挿入歌
9. 幻の銀水晶〜シルバークリスタル [4:30]
  - 作詞：武内直子／作曲：橋爪麻希子・さとうかずお／編曲：さとうかずお／歌：アップルパイ
  - 第34話挿入歌
10. HEART MOVING [3:41]
  - 作詞：津島義昭／作曲：さとうかずお／編曲：さとうかずお／歌：高松美奈絵（さくらさくら）
  - 前期エンディングテーマ

## 美少女戦士セーラームーン 〜In Another Dream〜
『美少女戦士セーラームーン 〜In Another Dream〜』（-イン・アナザー・ドリーム）は、テレビアニメの美少女戦士セーラームーンのアルバム作品。1992年11月21日に日本コロムビアより発売された。全16曲。テレビアニメ『美少女戦士セーラームーン』の「ヒット曲集」の第2弾にあたる。曲間には『セーラームーン』の主役5人セーラー戦士と地場衛それぞれのモノローグでも収録され、イラストカパーはキャラクターデザインを担当した只野和子による書き下ろしである。
なお、1992年12月21日発売の『コロちゃんパック 美少女戦士セーラームーン』（COTZ-761）は、本作収録曲からモノローグ部分と「YOU'RE JUST MY LOVE」を除いた全8曲を収録している。
曲目リスト
1. ムーンライト伝説 [2:55]
  - 作詞：小田佳奈子／作曲：小諸鉄也／編曲：池田大介／歌：DALI
  - テレビアニメ『美少女戦士セーラームーン』オープニングテーマ主題歌
2. モノローグ1 - うさぎ [1:29]
3. 夢見るだけじゃダメ [5:09]
  - 作詞：小口由紀子／作曲・編曲：村上聖／歌：三石琴乃
  - 第40話挿入歌
4. モノローグ2 - 亜美 [1:37]
5. Someday...Somebody... [5:00]
  - 作詞：小口由紀子／作曲・編曲：村上聖／歌：久川綾
  - 「メイクアップ!セーラー戦士」の亜美のパートの挿入歌
6. モノローグ3 - レイ [1:58]
7. 永遠のメロディ [4:15]
  - 作詞：野田薫／作曲：増田泉／編曲：赤坂東児／歌：富沢美智恵
  - 「R」第8話でレイの自作の歌として使用
8. モノローグ4 - まこと [2:06]
9. あなたのせいじゃない [4:15]
  - 作詞：横山武／作曲・編曲：有澤孝紀／歌：篠原恵美
  - 「R」第3話挿入歌
10. モノローグ5 - 美奈子 [1:34]
11. あなたの夢をみたわ [4:32]
  - 作詞：白峰美津子／作曲・編曲：有澤孝紀／歌：深見梨加
  - 「メイクアップ!セーラー戦士」の美奈子のパートの挿入歌
12. モノローグ6 - 衛 [0:50]
13. 時を超えて... [4:48]
  - 作詞：関雅夫／作曲：増田泉／編曲：赤坂東児／歌：古谷徹
14. ショート・ドラマ - プリンセス・セレニティ&エンディミオン [2:14]
15. You're Just My Love [4:16]
  - 作詞：渡辺なつみ／作曲・編曲：増田泉／歌：三石琴乃・古谷徹
  - 第46話挿入歌
16. プリンセス・ムーン [4:04]
  - 作詞：武内直子／作曲・編曲：さとうかずお／コーラス：アップルパイ／歌：橋本潮
  - テレビアニメ『美少女戦士セーラームーン』後期エンディングテーマ

## 美少女戦士セーラームーンR 〜未来へ向かって〜
『美少女戦士セーラームーンR 〜未来へ向かって〜』（-みらいへむかって）は、テレビアニメの『美少女戦士セーラームーンR』のアルバムである。1993年6月1日に日本コロムビアより発売された。全10曲収録。テレビアニメ『美少女戦士セーラームーンR』の主題歌「ムーンライト伝説」・「乙女のポリシー」とイメージソング「好きと言って」・「I am セーラームーン」・「愛の戦士」五曲のマキシ・バージョンも収録。
キャラクターデザイン・只野和子書き下ろしのカパーイラスト。
なお、同日発売の『コロちゃんパック 美少女戦士セーラームーンR』（COTZ-773）は、本作収録曲から「好きと言って」「ムーンライト伝説」を除いた8曲を収録している。
曲目リスト
1. 好きと言って [4:39]
  - 作詞：白峰美津子／作曲：上野義雄／編曲：京田誠一／歌：石田よう子
2. I am セーラームーン [5:30]
  - 作詞：武内直子／作曲：永井誠／編曲：永井誠／歌：三石琴乃
3. 同じ涙を分け合って [5:13]
  - 作詞：白峰美津子／作曲：上野義雄／編曲：京田誠一／歌：久川綾
4. 聖・炎・愛〜Fire Soul Love〜 [4:05]
  - 作詞：富田祐弘／作曲：樫原伸彦／編曲：樫原伸彦／歌：富沢美智恵
5. 乙女のポリシー [3:16]
  - 作詞：芹沢類／作曲：永井誠／編曲：京田誠一／歌：石田よう子
6. 抱きしめていたい [4:45]
  - 作詞：富田祐弘／作曲：有澤孝紀／編曲：樫原伸彦／歌：古谷徹
7. STARLIGHTにキスして [4:30]
  - 作詞：白峰美津子／作曲：清岡千穂／編曲：京田誠一／歌：篠原恵美
  - 「メイクアップ!セーラー戦士」のまことのパートの挿入歌
8. ルート・ヴィーナス [4:34]
  - 作詞：武内直子／作曲：永井誠／編曲：樫原伸彦／コーラス編曲：樫原伸彦・永井誠／歌：深見梨加
9. 愛の戦士 [3:40]
  - 作詞：芹沢類／作曲：樫原伸彦／編曲：樫原伸彦／歌：石田よう子
  - 第22話挿入歌
10. ムーンライト伝説 [2:53]
  - 作詞：小田佳奈子／作曲：小諸鉄矢／編曲：池田大介／歌：DALI
  - 　テレビアニメ『美少女戦士セーラームーン』シリーズオープニング主題歌

## 美少女戦士セーラームーンR 〜乙女の詩集〜
『美少女戦士セーラームーンR 〜乙女の詩集〜』（-おとめのししゅう）は、テレビアニメの『美少女戦士セーラームーンR』のイメージ・アルバム作品。1994年4月21日に日本コロムビアより発売された。全10曲収録。
「美少女戦士セーラームーンR キャラクターソング」の総集編。カパーイラストは、5枚キャラクターソング・8cmシングルの統合ジャケット絵。
曲目リスト
1. ポエム [2:49]
作・構成：白峰美津子／ナレーション：月野うさぎ（三石琴乃）
（使用曲：愛はエナジー／作曲：永井誠／オルゴール編曲：小坂明子）
2. 愛はエナジー [5:56]
作詞：芹沢類／作・編曲：永井誠／歌：月野うさぎ（三石琴乃）
3. ポエム [2:56]
作・構成：白峰美津子／ナレーション：火野レイ（富沢美智恵）
（使用曲：わたしの彼 銀河編／作曲：永井誠／オルゴール編曲：小坂明子）
4. わたしの彼 銀河編 [5:36]
作詞：冬杜花代子／作曲：永井誠／編曲：永井誠／歌：火野レイ（富沢美智恵）
5. ポエム [2:58]
作・構成：白峰美津子／ナレーション：水野亜美（久川綾）
（使用曲：恋人にはなれないけど／作曲：樫原伸彦／オルゴール編曲：小坂明子）
6. 恋人にはなれないけど [4:46]
作詞：白峰美津子／作曲：樫原伸彦／編曲：京田誠一／歌：水野亜美（久川綾）
7. ポエム [2:52]
作・構成：白峰美津子／ナレーション：木野まこと（篠原恵美）
（使用曲：忘れるために恋をしないで／作曲：松本俊明／オルゴール編曲：小坂明子）
8. 忘れるために恋をしないで [4:13]
作詞：白峰美津子／作曲：松本俊明／編曲：京田誠一／歌：木野まこと（篠原恵美）
9. ポエム [2:53]
作・構成：白峰美津子／ナレーション：愛野美奈子（深見梨加）
（使用曲：せつなくていい／作曲：柴矢俊彦／オルゴール編曲：小坂明子）
10. せつなくていい [4:44]
作詞：芹沢類／作曲：柴矢俊彦／編曲：京田誠一／歌：愛野美奈子（深見梨加）

## 美少女戦士セーラームーンS ウラヌス・ネプチューン・ちびムーン・PLUS
『美少女戦士セーラームーンS ウラヌス・ネプチューン・ちびムーン・PLUS』（びしょうじょせんしセーラームーンスーパー ウラヌス・ネプチューン・ちびムーン・プラス）は、テレビアニメ『美少女戦士セーラームーンS』キャラクター・イメージソングのアルバムである。1994年9月21日にフォルテミュージック・エンタテイメントから発売された。税込定価は2800円。
歌は『美少女戦士セーラームーンS』より登場の新戦士役であるセーラーウラヌス（緒方恵美）・セーラーネプチューン（勝生真沙子）・セーラーちびムーン（荒木香恵）の3人。
収録曲目
1. Prologue〜scene I：はるか、渇きの追想 [3:34]
  - ナレーション：天王はるか/セーラーウラヌス（緒方恵美）
  - 脚本・構成：榎戸洋司／BGM作曲：つのごうじ
2. 風になりたい [4:13] 
  - 歌：天王はるか/セーラーウラヌス（緒方恵美）
  - 作詞：芹沢類／作曲：柴矢俊彦／編曲：信田かずお
3. ポエム [3:47] 
  - ナレーション：天王はるか/セーラーウラヌス（緒方恵美）
  - 作・構成：白峰美津子／使用曲：「風になりたい」／作曲：柴矢俊彦／編曲：つのごうじ
4. scene II：みちる、秘めた想い [2:24]
  - ナレーション：海王みちる/セーラーネプチューン（勝生真沙子）
  - 脚本・構成：榎戸洋司／BGM作曲：つのごうじ
5. 運命は美しく [4:45]
  - 歌：海王みちる/セーラーネプチューン（勝生真沙子）
  - 作詞：白峰美津子／作曲：つのごうじ／編曲：京田誠一
6. ポエム [3:46]
  - ナレーション：海王みちる/セーラーネプチューン（勝生真沙子）
  - 作・構成：白峰美津子／使用曲：「運命は美しく」／作曲：つのごうじ／編曲：京田誠一
7. scene III：きっとみつけるよ [3:19]
  - ナレーション：ちびうさ/セーラーちびムーン（荒木香恵）
  - 脚本・構成：榎戸洋司
8. 夢をいじめないで [4:13]
  - 歌：ちびうさ/セーラーちびムーン（荒木香恵）
  - 作詞：白峰美津子／作曲：永井誠／編曲：京田誠一
9. ポエム [3:38]
  - ナレーション：ちびうさ/セーラーちびムーン（荒木香恵）
  - 作・構成：白峰美津子／使用曲：「夢をいじめないで」／作曲：永井誠／編曲：つのごうじ
10. 愛のエチュード [5:28]
  - 歌：石原慎一・かわいゆうこ
  - 作詞：渡辺なつみ／作曲：有澤孝紀／編曲：信田かずお
11. 愛だけが出来ること [4:25]
  - 歌：高瀬麻里子
  - 作詞：芹沢類／作曲：有澤孝紀／編曲：信田かずお

## 美少女戦士セーラームーン 女声合唱とピアノのための合唱組曲
『美少女戦士セーラームーン 女声合唱とピアノのための合唱組曲』（びしょうじょ-じょせいがっしょう-がっしょうくみきょく）は、テレビアニメ『美少女戦士セーラームーン』の女声合唱組曲イメージアルバム作品。1994年9月21日に日本コロムビアより発売された。全6曲収録。
テレビアニメ『美少女戦士セーラームーン』から『美少女戦士セーラームーンS』までの一部主題歌・挿入歌・イーメジソングを全6曲からなる女声合唱組曲として編曲したアルバム。合唱編曲を橋本祥路、指揮を架我主門、ピアノ伴奏を吉田慶子、合唱をソサエティ・オブ・カルミアがそれぞれ担当している。
曲目リスト
1. OVERTURE：FANTASY [7:05]
  - 使用曲：「愛はエナジー」・「ムーンライト伝説」・「プリンセス・ムーン」
2. MAKE UP（変身） [7:10]
  - 使用曲：「タキシード仮面のテーマ（BGM）」・「I am セーラームーン」・「乙女のポリシー」・「メイクアップ!(BGM)」・「恋する乙女は負けない」
3. PURE MIND（ピュアマインド） [7:36]
  - 使用曲：「愛のエナジーを奪え」・「せつなくていい」・「同じ涙を分け合って」・「愛の戦士」
4. ACTION（躍動） [6:15]
  - 使用曲：「ルート・ヴィーナス」・「愛の戦士」・「月にかわっておしおきよ」・「ウラヌス、そして、ネプチューン(BGM)」・「変身テーマ（BGM）」
5. LOVELY GIRLS（可憐な乙女達） [6:28]
  - 使用曲：「乙女のポリシー」・「夢見るだけじゃダメ」・「好きと言って」
6. FINALE：DESIRE（願い） [6:37]
  - 使用曲：「Moon Revenge」・「タキシード･ミラージュ」・「同じ星に生まれた二人だから」

## 美少女戦士セーラームーンSuperS in Paris
『美少女戦士セーラームーンSuperS in Paris』（-イン・パリス）は、テレビアニメの『美少女戦士セーラームーンSuperS』の全曲に朝川ひろこ歌うのパリ新録音イメージアルバム作品。1995年3月21日に日本コロムビアより発売された。全10曲収録。
テレビアニメ『美少女戦士セーラームーン SuperS』の主題歌「ムーンライト伝説」と「タキシード・ミラージュ」両曲のカヴァー・バージョンを収録。劇場版の主題歌「Moonlight Destiny」・「セーラーチームのテーマ」・「Moon Revenge」3曲のカヴァー・バージョンを収録。主題歌曲間には5曲イメージソングも収録。
なお、CD版のジャケットは「セーラームーン S」となっているものと「セーラームーン SS(SUPERS)」の二種類が存在する。（規格品番はいずれもFMCC-5056）
曲目リスト
1. ムーンライト伝説 [3:14]
  - 作詞：小田佳奈子／作曲：小諸鉄也／編曲：木塚二朗／歌：朝川ひろこ
2. ロマン黙示録 [4:10]
  - 作詞：冬杜花代子／作曲：池毅／編曲：信田かずお／歌：朝川ひろこ
3. Moonlight Magic [3:33]
  - 作詞：KYOKO／作曲：KYOKO／編曲：戸塚修／歌：朝川ひろこ
4. 月に仕組まれて [4:20]
  - 作詞：冬杜花代子／作曲：有澤孝紀／編曲：信田かずお／歌：朝川ひろこ
5. Moonlight Destiny [5:39]
  - 作詞：佐藤ありす／作曲：池毅／編曲：木塚二朗／歌：朝川ひろこ
6. セーラーチームのテーマ [4:24]
  - 作詞：武内直子／作曲：小坂明子／編曲：戸塚修／歌：朝川ひろこ
7. Je t'aime 神秘体験 [5:05]
  - 作詞：冬杜花代子／作曲：林哲司／編曲：戸塚修／歌：朝川ひろこ
8. Moon Revenge [5:11]
  - 作詞：冬杜花代子／作曲：小坂明子／編曲：三宅一徳／歌：朝川ひろこ
9. 愛は守護星 [4:16]
  - 作詞：冬杜花代子／作曲：石川恵樹／編曲：石川恵樹／歌：朝川ひろこ
10. タキシード・ミラージュ [5:38]
  - 作詞：武内直子／作曲：小坂明子／編曲：今泉敏郎／歌：朝川ひろこ

## 美少女戦士セーラームーンSuperS テーマソングコレクション
『美少女戦士セーラームーンSuperS テーマソングコレクション』は、テレビアニメ『美少女戦士セーラームーン SuperS』のアルバム。1995年8月19日に日本コロムビアから発売された。
収録曲
1. ムーンライト伝説 [2:54]
  - 作詞：小田佳奈子／作曲：小諸鉄矢／編曲：林有三／歌：ムーンリップス
  - テレビアニメ『美少女戦士セーラームーンSuperS』オープニングテーマ
2. 私たちになりたくて [5:23]
  - 作詞：秋元康／作曲：井上望／編曲：岩崎文紀／歌：藤谷美和子
  - テレビアニメ『美少女戦士セーラームーンSuperS』エンディングテーマ
3. “らしく”いきましょ [3:33]
  - 作詞：武内直子／作曲：水野雅夫／編曲：林有三／歌：Meu
  - テレビアニメ『美少女戦士セーラームーンSuperS』エンディングテーマ
4. タキシード・ミラージュ [3:37]
  - 作詞：武内直子／作曲：小坂明子／編曲：林有三／歌：三石琴乃・富沢美智恵・久川綾・篠原恵美・深見梨加
  - テレビアニメ『美少女戦士セーラームーンS』エンディングテーマ
5. 乙女のポリシー [3:16]
  - 作詞：芹沢類／作曲：永井誠／編曲：京田誠一／歌：石田よう子
  - テレビアニメ『美少女戦士セーラームーンR』エンディングテーマ
6. HEART MOVING [3:40]
  - 作詞：津島義昭／作曲：さとうかずお／編曲：さとうかずお／歌：高松美砂絵
  - テレビアニメ『美少女戦士セーラームーン』エンディングテーマ
7. プリンセス・ムーン [4:05]
  - 作詞：武内直子／作曲：さとうかずお／編曲：さとうかずお／歌：橋本潮
  - テレビアニメ『美少女戦士セーラームーン』エンディングテーマ
8. ムーンライト伝説 [2:54]
  - 作詞：小田佳奈子／作曲：小諸鉄矢／編曲：池田大介／歌：DALI
  - テレビアニメ『美少女戦士セーラームーン』オープニングテーマ

## 美少女戦士セーラームーンSuperS Christmas For You
『美少女戦士セーラームーンSuperS Christmas For You』（-クリスマス・フォー・ユー）は、テレビアニメの『美少女戦士セーラームーンSuperS』のクリスマス・イメージアルバム作品。1995年12月1日に日本コロムビアより発売された。テレビアニメ『美少女戦士セーラームーンSuperS』のセーラー戦士歌唱によるクリスマスソングを全10曲収録している。
曲目リスト
1. 赤鼻のトナカイ [2:56]
  - 作詞：ジョニー・マークス／作曲：ジョニー・マークス／日本語詞：新田宣夫／編曲：たかしまあきひこ／歌：三石琴乃・久川綾・富沢美智恵・篠原恵美・深見梨加
2. ジングルベル [2:56]
  - 作詞：宮沢章二／作曲：ペアポント／編曲：たかしまあきひこ／コーラス：セーラー･コーラス／歌：久川綾
3. 聖者が町にやってくる [2:43]
  - 日本語訳詞：小林幹治／コーラス：セーラー･コーラス／アメリカ民謡・編曲：たかしまあきひこ／コーラス･アレンジ：風戸慎介／歌：三石琴乃
4. おめでとうクリスマス [2:18]
  - 作詞：高田三九三／イギリス曲・編曲：若松正司／歌：深見梨加、コロムビアゆりかご会
5. サンタクロースがやってくる [2:40]
  - 日本語訳詞：海野洋司／作詞：Gene Autry & Oakley Haldeman／作曲：Gene Autry & Oakley Haldeman／編曲：越部信義／コーラス：セーラー･コーラス／コーラス･アレンジ：風戸慎介／歌：富沢美智恵
6. サンタが町にやってくる [2:44]
  - 日本語訳詞：カンベ･タカオ／作詞：Haven Gillespie／作曲：J.Fred Coots／編曲：小森昭宏／歌：深見梨加、コロムビアゆりかご会
7. ホワイト・クリスマス [3:45]
  - 作詞：Irving Berlin／作曲：Irving Berlin／編曲：有澤孝紀／コーラス：セーラー･コーラス／コーラス･アレンジ：風戸慎介／歌：富沢美智恵
8. クリスマスの歌 [3:39]
  - 日本語訳詞：友野律平／作詞：Mel Torme & Robert Wells／作曲：Mel Torme & Robert Wells／編曲、コーラス･アレンジ：風戸慎介／コーラス：セーラー･コーラス／歌：篠原恵美
9. アヴェ・マリア [5:12]
  - 日本語訳詞：堀内敬三／作曲：シューベルト／編曲、コーラス･アレンジ：風戸慎介／コーラス：セーラー･コーラス／歌：篠原恵美
10. きよしこの夜 [3:10]
  - ソプラ：白石圭美／コーラス：ミュージッククリエイション／賛美歌･日本語詞：由木康／作曲：グルーバー／編曲：若松正司／ソプラノ･コーラス･アレンジ：中町俊自／歌：三石琴乃・久川綾・富沢美智恵・篠原恵美・深見梨加

## 美少女戦士セーラームーン Best Song Collection
『美少女戦士セーラームーン Best Song Collection』（-ベスト・ソング・コレクション）は、テレビアニメの『美少女戦士セーラームーン』・『美少女戦士セーラームーンR』・『美少女戦士セーラームーンS』・『美少女戦士セーラームーンSuperS』・『美少女戦士セーラームーン セーラースターズ』のイメージアルバム作品。1996年9月21日に日本コロムビアより発売された。全10曲収録。
テレビアニメ『美少女戦士セーラームーン』・『美少女戦士セーラームーンR』・『美少女戦士セーラームーンS』・『美少女戦士セーラームーンSuperS』・『美少女戦士セーラームーン セーラースターズ』の一部主題歌と一部イメージソングを収録。
曲目リスト
1. セーラースターソング [3:53]
  - 作詞：武内直子／作曲：荒木将器／編曲：HΛL／歌：花沢加絵
2. 流れ星へ [4:46]
  - 作詞：武内直子／作曲：鈴木キサブロー／編曲：大谷和夫／歌：新山志保・津野田なるみ・坂本千夏
3. とどかぬ想い－my friend's love－ [3:53]
  - 作詞：武内直子／作曲：有澤孝紀／編曲：有澤孝紀／歌：新山志保・津野田なるみ・坂本千夏
4. 風も空もきっと… [4:46]
  - 作詞：上田知華／作曲：上田知華／編曲：大槻啓之／歌：観月ありさ
5. ムーンライト伝説 [2:54]
  - 作詞：小田佳奈子／作曲：小諸鉄矢／編曲：林有三／歌：ムーンリップス
6. “らしく”いきましょ [3:33]
  - 作詞：武内直子／作曲：水野雅夫／編曲：林有三／歌：Meu
7. タキシード・ミラージュ [3:36]
  - 作詞：武内直子／作曲：小坂明子／編曲：林有三／歌：三石琴乃・富沢美智恵・久川綾・篠原恵美・深見梨加
8. 乙女のポリシー [3:16]
  - 作詞：芹沢類／作曲：永井誠／編曲：京田誠一／歌：石田よう子
9. HEART MOVING [3:39]
  - 作詞：津島義昭／作曲：さとうかずお／編曲：さとうかずお／歌：高松美奈絵
10. プリンセス・ムーン [4:03]
  - 作詞：武内直子／作曲：さとうかずお／編曲：さとうかずお／歌：橋本潮

## 美少女戦士セーラームーン Best Song Collection Pretty Cast
『美少女戦士セーラームーン Best Song Collection Pretty Cast』（-ベスト・ソング・コレクション・プリティ・キャスト）は、テレビアニメの『美少女戦士セーラームーン』・『美少女戦士セーラームーンR』・『美少女戦士セーラームーンS』・『美少女戦士セーラームーンSuperS』のイメージアルバム作品。全曲ともプリティキャストが歌う。1996年5月21日に日本コロムビアより発売された。全10曲収録。
テレビアニメ『美少女戦士セーラームーン』・『美少女戦士セーラームーンR』・『美少女戦士セーラームーンS』・『美少女戦士セーラームーンSuperS』の一部主題歌と一部イメージソングのカヴァー・バージョンに収録。プリティキャストの歌うPCゲーム「ANOTHER STORY」のイメージ主題歌「Sunshine Moonlight」も収録。
曲目リスト
1. ムーンライト伝説 [3:14]
  - 作詞：小田佳奈子／作曲：小諸鉄也／編曲：林有三
2. 乙女のポリシー [3:15]
  - 作詞：芹沢類／作曲：永井誠／編曲：京田誠一
3. Moon Revenge [4:02]
  - 作詞：冬杜花代子／作曲：小坂明子／編曲：林有三
4. タキシード・ミラージュ [3:35]
  - 作詞：武内直子／作曲：小坂明子／編曲：今泉敏郎
5. Moonlight Destiny [5:35]
  - 作詞：佐藤ありす／作曲：池毅／編曲：木塚二朗
6. “らしく”いきましょ [3:31]
  - 作詞：武内直子／作曲：水野雅夫／編曲：林有三
7. 私たちになりたくて [5:19]
  - 作詞：秋元康／作曲：井上望／編曲：岩﨑文紀
8. 三時の妖精 [3:27]
  - 作詞：佐藤ありす／作曲：有澤孝紀／編曲：有澤孝紀
9. Morning Moonで会いましょう [4:30]
  - 作詞：佐藤ありす／作曲：鈴木キサブロー／編曲：戸塚修
10. Sunshine Moonlight [4:41]
  - 作詞：有澤孝紀／作曲：有澤孝紀／編曲：有澤孝紀

## 美少女戦士セーラームーン セーラースターズ Merry Christmas!
『美少女戦士セーラームーン セーラースターズ Merry Christmas!』（-メリー・クリスマス）は、テレビアニメの『美少女戦士セーラームーン セーラースターズ』のクリスマス・イメージアルバム作品。1996年11月1日に日本コロムビアより発売された。全11曲収録。
『美少女戦士セーラームーンSuperS Christmas For You』の収録歌曲に加え、新たに「セーラームーン・クリスマス」や著名シンガーによるクリスマスソングのカヴァーを収録。セーラー戦士5人の歌とセリフ入り。
曲目リスト
1. セーラームーン・クリスマス [3:48]
  - 作詞：武内直子／作曲：有澤孝紀／編曲：亀山耕一郎／歌：三石琴乃・久川綾・富沢美智恵・篠原恵美・深見梨加
2. 赤鼻のトナカイ [2:55]
  - 日本語詞：新田宣夫／作詞：ジョニー・マークス／作曲：ジョニー・マークス／編曲：たかしまあきひこ／台詞構成：田神悠／歌：三石琴乃・久川綾・富沢美智恵・篠原恵美・深見梨加
3. 聖者が町にやってくる [2:42]
  - 日本語詞：小林幹治／コーラス･アレンジ：風戸慎介／コーラス：セーラー･コーラス／アメリカ民謡・編曲：たかしまあきひこ／台詞構成：田神悠／歌：三石琴乃
4. ジングルベル [2:56]
  - 日本語詞：宮沢章二／作曲：ペアポント／編曲：たかしまあきひこ／コーラス･アレンジ：風戸慎介／コーラス：セーラー･コーラス／台詞構成：田神悠／歌：久川綾
5. クリスマスの歌 [3:39]
  - 日本語詞：友野律平／作詞・作曲：Mel Torme & Robert Wells／編曲、コーラス･アレンジ：風戸慎介／コーラス：セーラー･コーラス／台詞構成：田神悠／歌：篠原恵美
6. あら野のはてに [2:58]
  - 編曲：若松正司／歌・コーラス：篠原恵美／賛美歌：フランスのカロル『Les Anges dans nos Campagnes』
7. ママがサンタにキッスした [3:12]
  - 日本語詞：漣健児／作曲：コーナー／編曲：越部信義／歌：深見梨加
8. 星に願いを [4:30]
  - 日本語詞：島村葉二／英語詞：NED WASHINGTON／作曲：LEIGH HARLINE／編曲：亀山耕一郎／台詞構成：田神悠／歌：富沢美智恵
9. きよしこの夜 [3:11]
  - ソプラ：白石圭美／コーラス：ミュージッククリエイション／賛美歌･日本語詞：由木康／作曲：グルーバー／編曲：若松正司／ソプラノ･コーラス･アレンジ：中町俊自／台詞構成：田神悠／歌：三石琴乃・久川綾・富沢美智恵・篠原恵美・深見梨加
10. 恋人がサンタクロース [4:22]
  - 作詞・作曲：松任谷由実／編曲：須藤賢一／台詞構成：田神悠／歌：深見梨加
11. ラスト・クリスマス [5:07]
  - 作詞・作曲：George Michael／編曲：亀山耕一郎／台詞構成：田神悠／歌：富沢美智恵

## 美少女戦士セーラームーンWorld Super Best
『美少女戦士セーラームーンWorld Super Best』（-ワールド・スーパーベスト）は、テレビアニメシリーズの『美少女戦士セーラームーン』のベスト・アルバム作品。2000年6月21日に日本コロムビアより発売された。全15曲収録。『美少女戦士セーラームーン』テレビアニメシリーズの全主題歌と一部イメージソングを収録。演奏はコロムビア・オーケストラが担当。
なお、同日発売の『コロちゃんパック 美少女戦士セーラームーン スーパーベスト』（COTZ-3152）は、本作収録曲から「ムーンライト伝説」「乙女のポリシー」「風も空もきっと…」「セーラースターソング」「タキシード・ミラージュ」「HEART MOVING」の6曲を収録している。
曲目リスト
1. ムーンライト伝説 [2:55]
  - 作詞：小田佳奈子／作曲：小諸鉄矢／編曲：池田大介／歌：DALI
2. HEART MOVING [3:40]
  - 作詞：津島義昭／作曲：さとうかずお／編曲：さとうかずお／歌：高松美砂絵
3. プリンセス・ムーン [4:04]
  - 作詞：武内直子／作曲：さとうかずお／編曲：さとうかずお／コーラス：アップルパイ／歌：橋本潮
4. 乙女のポリシー [3:15]
  - 作詞：芹沢類／作曲：永井誠／編曲：京田誠一／歌：石田よう子
5. ムーンライト伝説 [2:54]
  - 作詞：小田佳奈子／作曲：小諸鉄矢／編曲：林有三／歌：ムーンリップス
6. タキシード・ミラージュ [3:36]
  - 作詞：武内直子／作曲：小坂明子／編曲：林有三／歌：三石琴乃・富沢美智恵・久川綾・篠原恵美・深見梨加
7. 私たちになりたくて [5:22]
  - 作詞：秋元康／作曲：井上望／編曲：岩崎文紀／歌：藤谷美和子
8. “らしく”いきましょ [3:33]
  - 作詞：武内直子／作曲：水野雅夫／編曲：林有三／歌：Meu
9. セーラースターソング [3:53]
  - 作詞：武内直子／作曲：荒木将器／編曲：HΛL／歌：花沢加絵
10. 風も空もきっと… [4:46]
  - 作詞：上田知華／作曲：上田知華／編曲：大槻啓之／歌：観月ありさ
11. 流れ星へ [4:47]
  - 作詞：武内直子／作曲：鈴木キサブロー／編曲：大谷和夫／歌：新山志保・津野田なるみ・坂本千夏
12. とどかぬ想い－my friend's love－ [3:53]
  - 作詞：武内直子／作曲：有澤孝紀／編曲：有澤孝紀／歌：新山志保・津野田なるみ・坂本千夏
13. Moon Revenge [4:03]
  - 作詞：冬杜花代子／作曲：小坂明子／編曲：林有三／歌：三石琴乃・久川綾・富沢美智恵・篠原恵美・深見梨加
14. Moonlight Destiny [5:58]
  - 作詞：佐藤ありす／作曲：池毅／編曲：戸塚修／歌：朝川ひろこ
15. Morning Moonで会いましょう [4:28]
  - 作詞：佐藤ありす／作曲：鈴木キサブロー／編曲：戸塚修／歌：プリティキャスト